# Eremosaprinus hubbardi
Eremosaprinus hubbardi är en skalbaggsart som först beskrevs av Wenzel 1939.  Eremosaprinus hubbardi ingår i släktet Eremosaprinus och familjen stumpbaggar. Inga underarter finns listade i Catalogue of Life.